# Ini Kamoze
Ini Kamoze (wym. ˈaɪni kəˈmoʊzi), właśc. Cecil Campbell (ur. 9 października 1957 w Port Mary, Saint Mary) – jamajski piosenkarz reggae.

## Życiorys
Pierwsze nagrania czarnoskórego wokalisty pojawiły się na początku lat 80. Wtedy nagrał przebojowy singel „Trouble You a Trouble Me” i regularnie koncertował z Yellowmanem i Half Pintem. 
Jego eponimiczny album debiutancki wydany został w 1984 roku jako 6-ścieżkowy mini-LP (wytwórnia: Island Records). Płyta nagrana została wspólnie z – i wyprodukowana przez – duet Sly & Robbie.
Największym przebojem Kamoze z tego okresu obok „Call the Police” i „Taxi with Me”, był singel „Shocking Out” (1988). Po tym sukcesie muzyk zniknął ze sceny. 
Kamoze powrócił dopiero w 1994 roku z nowym, wyrazistszym repertuarem i wszedł na listy przebojów z utworem „Here Comes the Hotstepper”, który po raz pierwszy ukazał się na składance reggae Stir It Up, a następnie znalazł się na ścieżce dźwiękowej do filmu Prêt-à-Porter.

## Dyskografia

### Albumy
Studyjne
- 1984: Ini Kamoze (Island Records)
- 1984: Statement (Mango Records)
- 1986: Pirate (Mango Records)
- 1988: Shocking Out (RAS Records)
- 1995: Lyrical Gangsta (East West America/Elektra Records)
- 2006: Debut (9 Sound Clik)
- 2009: 51 50 Rule (9 Sound Clik)

Kompilacyjne
- 1992: 16 Vibes of Ini Kamoze (Sonic Sounds)
- 1995: Here Comes the Hotstepper (Columbia Records / SMDE)